# Oskar Guttmann

Oskar Guttmann (1914)

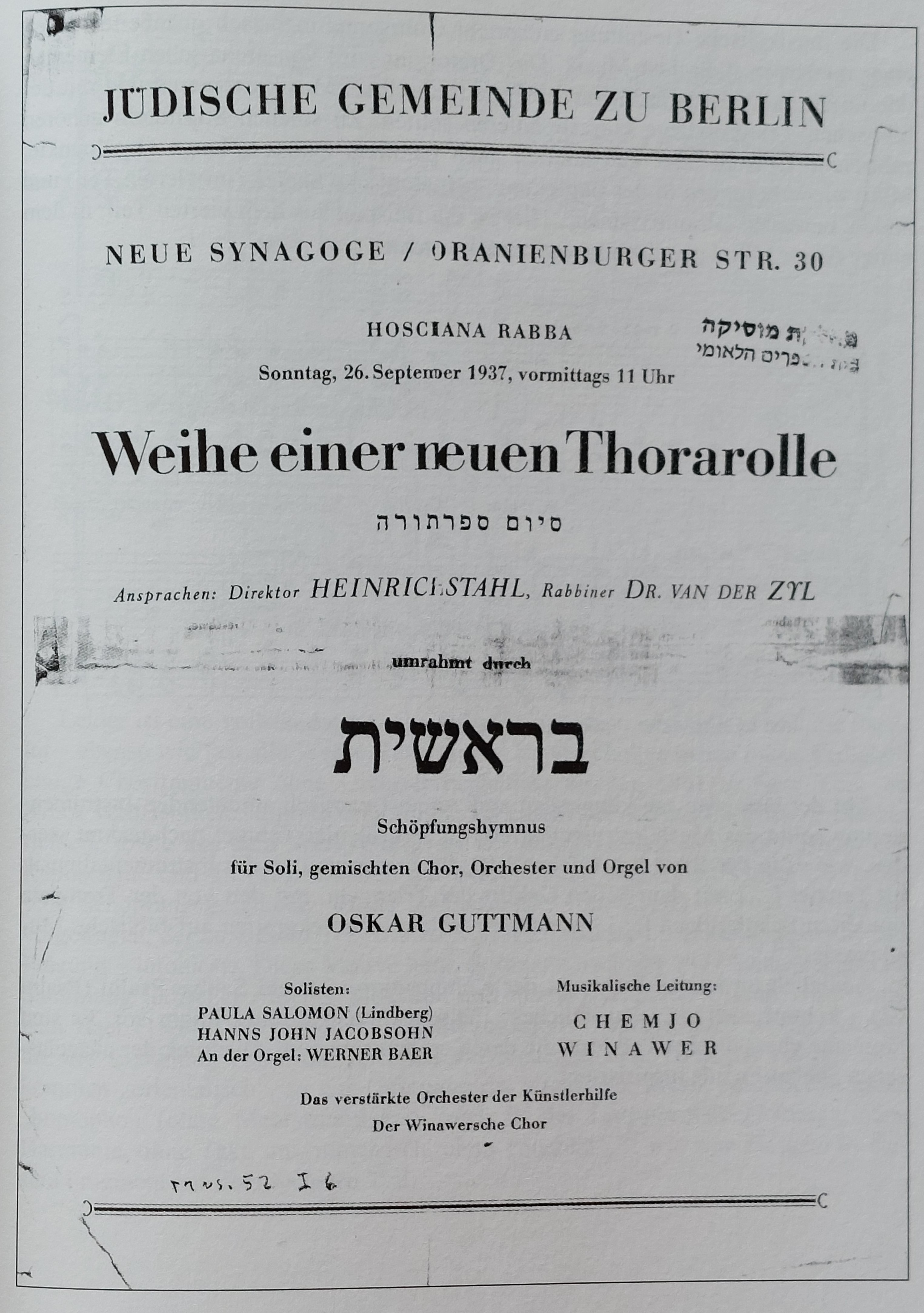
B'reschith (1937)

Oskar Guttmann (geboren 16. Juni 1885 in Brieg, Deutsches Reich; gestorben 8. September 1943 in New York City) war ein deutscher  Musikwissenschaftler, Dirigent und Komponist.

## Leben
Oskar Guttmann war ein Sohn des Kaufmanns Markus Guttmann. Er besuchte die Schule in Brieg und begann 1904 ein Jurastudium an der Universität Freiburg im Breisgau und an der Universität Berlin. 1906 sattelte er um auf Musik an der Berliner Universität und am Stern’schen Konservatorium, wo er Klavier bei James Kwast und Komposition und Dirigieren bei Hans Pfitzner studierte. Mit seinem Kommilitonen Otto Klemperer schloss er eine lebenslange Freundschaft. Beim Hermeneutiker Hermann Kretzschmar studierte er Musikwissenschaft und wurde 1911 in Leipzig bei Hugo Riemann promoviert.
Guttmann wurde Kapellmeister an der Städtischen Oper von Königsberg in Preußen. Dort befreundete er sich mit dem Kantor Eduard Birnbaum. Er schrieb Kritiken für die Königsberger Hartungsche Zeitung, mit der er auch nach seinem Weggang 1913 aus Königsberg verbunden blieb. Im Ersten Weltkrieg war er zunächst als Militärkapellmeister eingesetzt und wurde dann von Juni 1915 bis 1918 Intendant der Oper in Mülhausen.
1915 heiratete er die Lola-Beeth-Schülerin Paula Joseph (1884–1962), Sängerin, Gesangslehrerin und Klavierlehrerin, sie hatten den Sohn Alfred. Guttmann veröffentlichte 1919 in Paul Cassirers Zeitschrift Die weißen Blätter einen pazifistischen Essay und schrieb Musikkritiken für den Berliner Börsen-Courier und für das Berliner Tageblatt. Seine journalistische Arbeit setzte er ab 1924 in Breslau fort und hielt auch Vorträge im Rundfunkprogramm der Schlesischen Funkstunde. Paula und Oskar Guttmann traten mit verschiedenen Konzertprogrammen auf. Guttmann komponierte den Zyklus aus 13 Liedern Hafis auf Nachdichtungen von Hans Bethge. Andere von Guttmann komponierte Werke, eine Oper, eine Operette, Lieder, Balladen und Chorkompositionen, gingen bei seiner Flucht vor den Nationalsozialisten verloren.
Im Jahr 1930 erhielt Guttmann eine feste Anstellung als Chordirigent in der Berliner Synagoge Levetzowstraße und wechselte 1933 an die Neue Synagoge, an der Johannes Jacobsohn Oberkantor war. Nach der Machtergreifung durch die Nationalsozialisten 1933 wurde sein Tätigkeitsfeld aus rassistischen Gründen eingeschränkt, Guttmann durfte sich nunmehr nur noch mit dem was von den Nationalsozialisten als Jüdische Musik vorgegeben war befassen und durfte seine Kritiken nicht mehr in der Hartungschen Zeitung, sondern nur noch in der verbliebenen jüdischen Presse veröffentlichen. In einem Debattenbeitrag in der Monatszeitschrift des Jüdischen Kulturbundes Rhein-Ruhr 1934 definierte er das Konzept einer Jüdischen Musik als frei von jeglichem Einfluss, dies sei nur in biblischen Zeiten der Fall gewesen, die aktuelle Musik des Judentums von Salomon Sulzer und Louis Lewandowski sei hingegen Assimilationsmusik. Guttmann wirkte in der 1936 gegründeten privaten Musikschule Hollaender mit, die nach der Arisierung des Stern’schen Konservatoriums gegründet wurde, und lehrte Musiktheorie für Kantoren. 1937 wurde Guttmanns Oratorium B'reschith in der Synagoge Oranienburger Straße uraufgeführt, an dem Konzert wirkten die Sopranistin Paula Salomon-Lindberg, der Kantor Johannes Jacobsohn, der Organist Werner Baer und der Winawer Chor mit. Im Februar 1938 wurde das Werk in gleicher Besetzung in der Synagoge Prinzregentenstraße wiederholt.
Im Dezember 1939 bekamen Paula und Oskar Guttmann Einreisevisa für die USA und gelangten über das neutrale Norwegen nach New York, der Sohn Alfred Guttmann (später unter dem Namen Alfred Goodman) war schon im April 1939 nach London geflohen. Guttmann konnte trotz guter Sprachkenntnisse nur mühsam Fuß fassen und fand eine Anstellung als Chordirektor an der Synagoge Shearith Israel, die in der sephardischen Musiktradition stand. Guttmann verwand die Schmach, von den Deutschen verstoßen worden zu sein, nicht und starb an einem Herzanfall.

## Werke (Auswahl)
- Johann Karl Friedrich Rellstab : Ein Beitrag zur Musikgeschichte Berlins. Berlin : Ebering, 1910
- Heine Lieder. Lieder, op. 1. Ries & Erler, Berlin, ca. 1913
- Leerbuch[sic!] der modernen Operette. Berlin : Reuss & Pollack, 1925